# Кинг, Генри (режиссёр)
Генри Кинг (англ. Henry King; 24 января 1886 — 29 июня 1982) — американский актёр и кинорежиссёр. Обладатель премии «Золотой глобус» за режиссуру фильма «Песня Бернадетт» (1943). Известен плодотворным творческим сотрудничеством с актёрами Тайроном Пауэром и Грегори Пеком, а также экранизациями нескольких произведений Э. Хемингуэя.

## Биография
Родился в 1886 году. В 1912 году начал сниматься в кинофильмах: только в 1913 году создал более 30 ролей. В 1915 году увлёкся режиссурой и выпускал картины с не меньшей интенсивностью — до 10 лент в год. Уже к середине 1920-х годов стал одним из самых коммерчески успешных постановщиков Голливуда, в связи с чем актёрскую работу к 1925 году полностью прекратил.
Является одним из 36 основателей Академии кинематографических искусств и наук в 1927 году. Во время Второй мировой войны служил заместителем командира гражданского воздушного патруля береговой базы в Браунсвилле, штат Техас. Дважды (в 1944 и 1945 годах) был номинирован на премию «Оскар», но наград не получил.
В 1915 году женился на актрисе Джипси Эбботт, с которой был вместе до её смерти в 1952 году. Умер 29 июня 1982 года в своём доме во сне от сердечного приступа. За продолжительную карьеру снял около 120 фильмов.

## Избранная фильмография
Фильмы, издававшиеся в различные годы с переводом на русский язык или упоминающиеся в русскоязычной периодике.
- 1927 — Волшебное пламя / The Magic Flame
- 1935 — Путь вниз на восток / Way Down East
- 1937 — Седьмое небо / Seventh Heaven[4]
- 1942 — Чёрный лебедь / The Black Swan
- 1943 — Песня Бернадетт / The Song of Bernadette
- 1944 — Вильсон / Wilson
- 1945 — Колокол Адано / A Bell for Adano
- 1947 — Капитан из Кастилии / Captain from Castile
- 1949 — Вертикальный взлёт / Twelve O’clock High
- 1950 — Стрелок / The Gunfighter
- 1951 — Давид и Вирсавия / David and Bathsheba
- 1952 — Вождь краснокожих и другие… / O. Henry’s Full House
- 1952 — Снега Килиманджаро / The Snows of Kilimanjaro
- 1955 — Любовь — самая великолепная вещь на свете / Love Is a Many Splendored Thing
- 1955 — Неукротимые[англ.] / Untamed
- 1957 — И восходит солнце / The Sun Also Rises
- 1958 — Старик и море / The Old Man and the Sea (в титрах не указан)[5]
- 1958 — Бравадос / The Bravados
- 1959 — Это моя земля / This Earth Is Mine
- 1959 — Возлюбленный язычник / Beloved Infidel
- 1961 — Ночь нежна / Tender Is the Night